# 1836 na Venezuela
Esta é uma cronologia dos principais fatos ocorridos no ano de 1836 na Venezuela.

## Eventos
- 1 de janeiro – A cidade de Maracaibo é recapturada pelas tropas governamentais.
- 4 de janeiro – Começa o julgamento contra o Pedro Carujo [es] em Valencia.
- 27 de janeiro – Marca o término do julgamento do Carujo, e o juiz Domingo Escorihuela o condena à execução por fuzilamento na praça principal da cidade.
- 31 de janeiro – Carujo morre na prisão, sem que tenha procedido a sentença contra ele.

## Mortes
- 3 de março – José Cayetano Carreño [es] (n. 1774), compositor, autor da primeira canção patriótica, "Caraqueños, otra época comienza".[1]